# Liga Ouro de Basquete de 2014
A Liga Ouro de Basquete de 2014, foi a primeira edição da divisão de acesso ao Novo Basquete Brasil, o NBB para a edição 2014-15. Foi disputado por quatro equipes onde disputaram uma vaga para o acesso, de março até maio de 2014.

## Regulamento
O campeonato é disputado em três fases: 

* Fase de classificação (todos contra todos / turno e returno – sempre em jogos duplos tanto em casa quanto fora)

* Playoff semifinal

* Playoff final
Na Fase de classificação as equipes jogam todas contra todas, em turno e returno, com jogos duplos de ida e volta, apurando-se as três equipes mais bem classificadas para a fase seguinte. Por jogos duplos entende-se que cada equipe enfrentará todos os adversários duas vezes consecutivas tanto no turno quanto no returno. A equipe que obtiver o primeiro lugar ao final da fase de classificação, estará diretamente qualificada para a fase final, não participando da fase semifinal.
O Playoff semifinal é disputada entre as duas equipes que obtiveram o segundo e terceiro lugares na Fase de Classificação. Será realizada em melhor de cinco partidas, sendo considerada vencedora a equipe que obtiver três vitórias. A equipe vencedora desse confronto estará classificada para a Fase Final.
O Playoff final é disputada entre a equipe que obteve o primeiro lugar na Fase de Classificação e a equipe vencedora do playoff semifinal. Será realizada em melhor de cinco partidas, sendo considerada vencedora a equipe que obtiver três vitórias, e o campeão terá o direito de disputar o NBB 2014-15.

### Critérios de desempate
Havendo empate na contagem de pontos entre duas equipes, na fase de classificação, proceder-se-á ao desempate utilizando o seguinte critério: 
1º - Confronto direto entre as equipes empatadas, considerando-se os resultados dos jogos disputados entre elas;
2º - Melhor saldo de pontos, dos placares dos jogos realizados entre as equipes empatadas;
3º- Melhor cesta average, levando-se em consideração todos os jogos realizados pelas equipes, inclusive contra as demais equipes que não estão empatadas, na fase de classificação. Entende-se por cesta average o resultado da divisão entre o total de pontos convertidos e o total de pontos sofridos pela equipe, em todos os jogos desta fase contra todas as equipes;
4º - Não se resolvendo a situação de empate, utilizar-se-á o sorteio.

## Participantes
| Equipe        | Cidade       | Estado | Ginásio                   | Capacidade |
| ------------- | ------------ | ------ | ------------------------- | ---------- |
| Campo Mourão  | Campo Mourão | PR     | Ginásio JK                | 1 500      |
| Lins Basquete | Lins         | SP     | Ginásio João Santos Meira | 2 200      |
| Rio Claro     | Rio Claro    | SP     | Ginásio Felipe Karam      | 3 000      |
| Sport         | Recife       | PE     | Ginásio Marcelino Lopes   | 2 500      |

## Fase de classificação
| Pos | Times         | %    | Pts | J  | V | D | PF  | PS  | PA   | Classificação ou rebaixamento |
| --- | ------------- | ---- | --- | -- | - | - | --- | --- | ---- | ----------------------------- |
| 1   | Lins Basquete | 58,3 | 19  | 12 | 7 | 5 | 850 | 854 | 1,00 | Classificado para a Final     |
| 2   | Rio Claro     | 50,0 | 18  | 12 | 6 | 6 | 904 | 864 | 1,05 | Classificado para a Semifinal |
| 3   | Campo Mourão  | 50,0 | 18  | 12 | 6 | 6 | 886 | 864 | 1,03 | Classificado para a Semifinal |
| 4   | Sport         | 41,7 | 17  | 12 | 5 | 7 | 849 | 907 | 0,94 |                               |

## Playoffs
Negrito - Vencedor das séries
Itálico - Time com vantagem de mando de quadra

### Semifinal
| Time 1    | Série | Time 2       | 1º Jogo | 2º Jogo | 3º Jogo | 4º Jogo | 5º Jogo |
| --------- | ----- | ------------ | ------- | ------- | ------- | ------- | ------- |
| Rio Claro | 3–0   | Campo Mourão | 99–80   | 93–70   | 77–71   | –       | –       |

### Final
Primeiro jogo
| 5 de maio de 2014 20:00 | Relatório | Lins Basquete                                | 62–68 | Rio Claro          |  | Ginásio João Santos Meira, Lins |  |
| 5 de maio de 2014 20:00 | Relatório | Placar por quarto: 17-23, 7-11, 17-14, 21-20 |       |                    |  | Ginásio João Santos Meira, Lins |  |
| 5 de maio de 2014 20:00 | Relatório | Pts: Luca (14)                               |       | Pts: Luisinho (22) |  | Ginásio João Santos Meira, Lins |  |

Segundo jogo
| 07 de maio de 2014 20:00 | Relatório | Lins Basquete                                 | 71–70 | Rio Claro                      |  | Ginásio João Santos Meira, Lins |  |
| 07 de maio de 2014 20:00 | Relatório | Placar por quarto: 22-21, 20-17, 13-15, 16-17 |       |                                |  | Ginásio João Santos Meira, Lins |  |
| 07 de maio de 2014 20:00 | Relatório | Pts: Soriani (17)                             |       | Pts: Eric Tatu e Luisinho (16) |  | Ginásio João Santos Meira, Lins |  |

Terceiro jogo
| 11 de maio de 2014 11:00 | Relatório | Rio Claro                                     | 78–73 | Lins Basquete  |  | Ginásio Felipe Karam, Rio Claro |  |
| 11 de maio de 2014 11:00 | Relatório | Placar por quarto: 15-16, 21-21, 11-13, 31-23 |       |                |  | Ginásio Felipe Karam, Rio Claro |  |
| 11 de maio de 2014 11:00 | Relatório | Pts: Caio (16)                                |       | Pts: Teló (23) |  | Ginásio Felipe Karam, Rio Claro |  |

Quarto jogo
| 13 de maio de 2014 20:00 | Relatório | Rio Claro                                             | 87–76 | Lins Basquete          |  | Ginásio Felipe Karam, Rio Claro Público: 1 600 pessoas |  |
| 13 de maio de 2014 20:00 | Relatório | Placar por quarto: 17 - 18, 18 - 21, 30 - 21, 22 - 16 |       |                        |  | Ginásio Felipe Karam, Rio Claro Público: 1 600 pessoas |  |
| 13 de maio de 2014 20:00 | Relatório | Pts: Eric Tatu (21)                                   |       | Pts: Cauê Verzola (13) |  | Ginásio Felipe Karam, Rio Claro Público: 1 600 pessoas |  |

## Premiação
| Liga Ouro de 2014                                       |
| São Paulo                                               |
| ------------------------------------------------------- |
| Rio Claro Campeão (1º título Brasileiro da 2.ª Divisão) |